# Quadro riportato

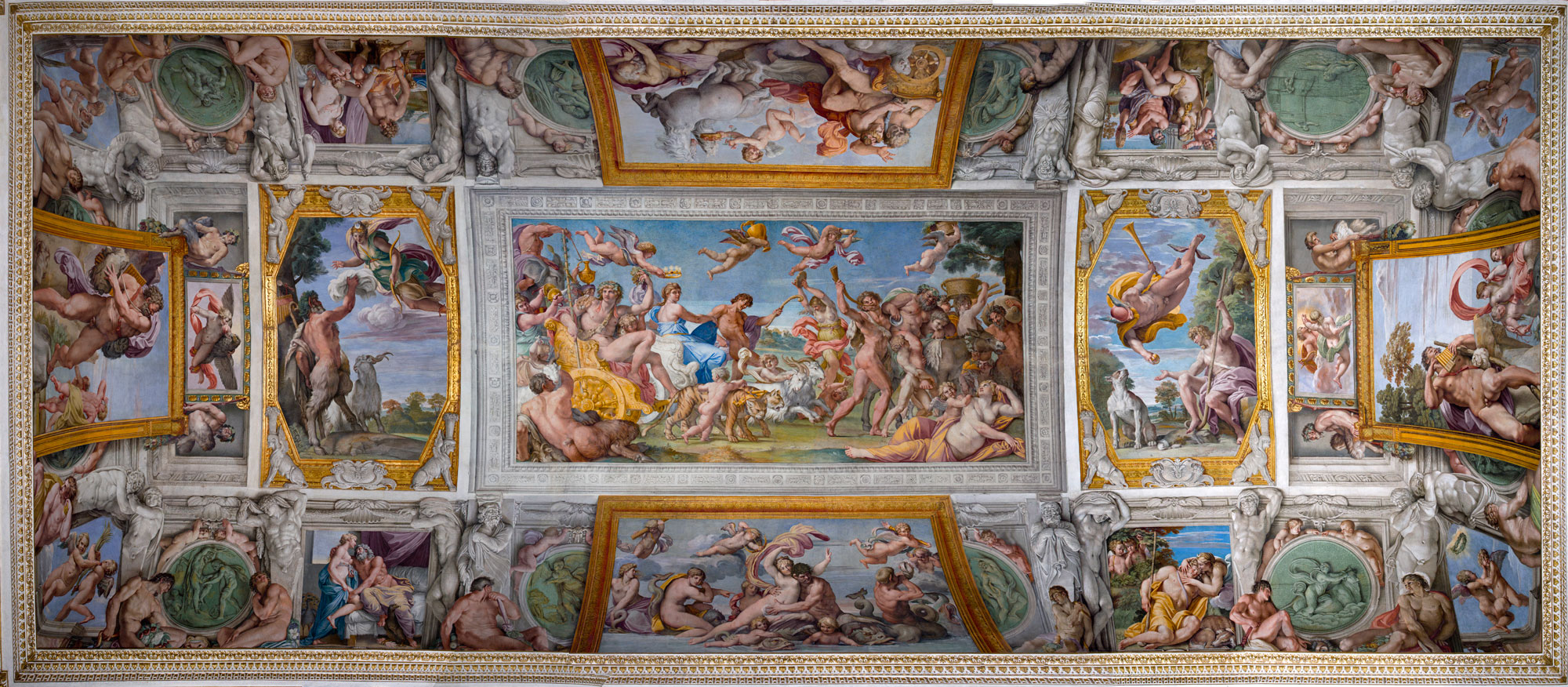
Božské lásky, Palazzo Farnese, Annibale Carracci, příklad 'quadro riportati'

Quadro riportato (množné číslo quadri riportati) je italská fráze pro „přenesený obraz“. V umění se používá k popisu obrazů se zlatým rámem nebo obrazů v rámečku jako fresky viděné v normální perspektivě. Konečný efekt vytváří iluzi zarámovaného obrazu umístěného na stropě.
Strop má vypadat, jako by byl nad hlavou umístěn zarámovaný obraz; nedochází k žádnému iluzionistickému zkrácení, postavy vypadají, jako by je divák viděl v normální úrovni očí. Umělcovým záměrem je vytvořit iluzi, že dílo sdílí stejný fyzický prostor s divákem.